# Norte Fluminense
Norte Fluminense is een van de zes mesoregio's van de Braziliaanse deelstaat Rio de Janeiro. Zij grenst aan de mesoregio's Baixadas Litorâneas, Centro Fluminense, Noroeste Fluminense en Sul Espírito-Santense (ES). De mesoregio heeft een oppervlakte van ca. 9.730 km². In 2006 werd het inwoneraantal geschat op 763.237.
Twee microregio's behoren tot deze mesoregio:
- Campos dos Goytacazes
- Macaé

Mesoregio's: Baixadas Litorâneas · Centro Fluminense · Metropolitana do Rio de Janeiro · Noroeste Fluminense · Norte Fluminense · Sul Fluminense

Microregio's: Bacia de São João · Baía da Ilha Grande · Barra do Piraí · Campos dos Goytacazes · Cantagalo-Cordeiro · Itaguaí · Itaperuna · Lagos · Macacu-Caceribu · Macaé · Nova Friburgo · Rio de Janeiro · Santa Maria Madalena · Santo Antônio de Pádua · Serrana · Três Rios · Vale do Paraíba Fluminense · Vassouras